# Niederdorp
Niederdorp, im 19. Jahrhundert auch Niederdörpe, ist eine Hofschaft in Hückeswagen im Oberbergischen Kreis im Regierungsbezirk Köln in Nordrhein-Westfalen (Deutschland).

## Lage und Verkehrsanbindung
Niederdorp liegt im südwestlichen Hückeswagen an der Grenze zu Remscheid in der Nähe von Scheideweg. Weitere Nachbarorte sind Maisdörpe, Oberdorp, Winterhagen, Remscheid-Sonnenschein und Remscheid-Bornbach. Die Hofschaft ist über einen Stichweg von der Bundesstraße 237 zwischen Hückeswagen und Remscheid-Bergischborn zu erreichen, der bei Dörpe abzweigt.
Die Trasse der stillgelegten Bahnstrecke zwischen Remscheid-Bergischborn und Marienheide (Kursbuchstrecke KBS 412) führt an der Hofschaft vorbei. Oberdorp grenzt an das Industriegebiet "Gewerbepark Bergisch Land", das größte der Stadt Hückeswagen. Der Ort liegt im Quellgebiet des Bachs Dörpe, der in seinem späteren Verlauf in die Wuppertalsperre mündet.

## Geschichte
1484 wurde der Ort das erste Mal in Kirchenrechnungen urkundlich erwähnt. Schreibweise der Erstnennung: tom Dorppe.
Im 18. Jahrhundert gehörte der Ort zum  bergischen Amt Bornefeld-Hückeswagen. 1815/16 lebten 23 Einwohner im Ort. 1832 gehörte Niederdorp der Großen Honschaft an, die ein Teil der Hückeswagener Außenbürgerschaft innerhalb der Bürgermeisterei Hückeswagen war. Der laut der Statistik und Topographie des Regierungsbezirks Düsseldorf als Weiler kategorisierte Ort besaß zu dieser Zeit zwei Wohnhäuser und fünf landwirtschaftliche Gebäude. Zu dieser Zeit lebten 25 Einwohner im Ort, sechs katholischen und 19 evangelischen Glaubens.
Im Gemeindelexikon für die Provinz Rheinland werden für 1885 zwei Wohnhäuser mit 22 Einwohnern angegeben. Der Ort gehörte zu dieser Zeit zur Landgemeinde Neuhückeswagen innerhalb des Kreises Lennep. 1895 besaß der Ort zwei Wohnhäuser mit 17 Einwohnern, 1905 drei Wohnhäuser und 25 Einwohner.